# Casa Boada
|  | Per a altres significats, vegeu «Casa Boada (Girona)». |

Casa Boada (popularment anomenat com Can Boada) fou un bar de Tarragona típicament conegut per la seva especialitat en entrepans.
El seu propietari Eduard Boada (conegut com el “tascaman” tarragoní") se'l considerà un artesà de l'art de fer entrepans. El negoci de Can Boada però fou iniciat pel pare d'Eduard Boada l'any 1947.
Can Boada a diferència de la majoria de bars de la zona no té un horari d'obertura fix sinó que obre les hores justes fins que s'acaba el pa comprat aquell dia pel seu propietari (i alhora cuiner) i ofereix així una experiència però de slow food no orientada estrictament al negoci econòmic sinó a la degustació d'una preparació acurada i detallista de l'entrepà. Un dels seus coneguts lemes és el de si troba l'entrepà massa gros... pel mateix preu n'hi fem un més petit (traducció del castellà) que es pot trobar penjat en un dels nombrosos quadres que decoren l'establiment.
La seva clientela inicial fou la d'obrers, soldats i treballadors en general d'entre els quals destacaven els jugadors del Nàstic, però més tard bona part dels clients foren estudiants universitaris.
Eduard Boada fou conegut també per les seves creacions de còctels i per col·laborar en la recuperació de la celebració del Carnaval de Tarragona, així com per ser dels més antics cuiners de la truita amb patates xips."Cambrils sabor de mar", "Altafulla olor de playa", "Prades sabor de roble", foren algunes de les creacions del Boada en la seva època de creador de còctels.
El bar només disposa d'una taula per servir els clients i no ofereix tampoc cap espai per terrassa al carrer. Això es deu a la idea del negoci cap a un tracte directe amb el client.

## Història
El Bar Boada o Casa Boada va obrir les portes l'any 1947. Però l'edifici ja havia estat construït pels pares d'Eduard Boada, Salvador Boada Calbó i Victòria Pascual Castellnou que foren els que van emprendre el negoci familiar. I ja des dels inicis el menú es basava en entrepans de tota classe acompanyats de vi de Nulles, cervesa o la gamma de begudes locals de la casa Blandinieres, com ara el fruitam o el suau. A la mort de Victòria Pascual, Salvador es va casar amb Pilar Cabré i Budí, qui va treballar també al negoci familiar. És en aquests anys que Eduard Boada ja treballava al bar i serà el continuador que li acabarà donant però un gir més singular a aquest establiment.
Nombrosos personatges il·lustres han visitat i conegut a Boada, i fins i tot a les parets del local es pot trobar un autògraf de Dalí o un retrat/caricatura del tascaman Boada dedicat pel mateix Cugat. En els inicis fou el bar de trobada habitual de reconeguts jugadors del Nàstic, com ara Virgili o l'hongarès Peter Ilku, qui va viure al segon pis de l'edifici. L'atleta José Forcadell també participà en tertúlies que se celebraven en aquest bar. A més es podria comptar entre els seus clients habituals a músics com Josep Maria Malato Ruiz, el contrabaixista Bofarull “Bufa”, Francisco Escolà Balaguero o Javier Yoldi Etayo, qui havia fet arranjaments pel mític cantant cubà Antonio Machín.
L'època de creador de còctels de Boada comença cap als anys 70, amb les creacions "Altafulla oro de playa", "Prades sabor de roble" i "Cambrils sabor de mar", aquest últim qualificat l'any 1971 com a còctel més gran del món per l'agència portuguesa de notícies ANI. Així també fou el creador del còctel de Sant Roc al carrer del Cós del Bou així com de còctels pels barris del Miracle, Maria Cristina, i per entitats de tota classe com Mediterrània o l'Ateneu de Tarragona. A les festes de Santa Tecla va crear el còctel de la Mercè i el 2008 va crear el "Rotet de Santa Tecla". I durant els primers anys de recuperació del Carnestoltes va crear el còctel "sagnía de Carnestoltes".
És per això que la figura d'Eduard Boada ha estat condecorada nombroses vegades a nivell tarragoní, rebent el reconeixement de Boter d'Honor del Carnaval, i el 21 de gener de 2010 rebria el Diploma al Mèrit Cultural de l'Ajuntament de Tarragona.
La primavera de l'any 2019, Eduard Boada va haver de tancar el bar degut a problemes de la salut de la seva esquena.
Després de tancar el bar, col·laborà setmanalment amb una columna al Diari de Tarragona, amb anècdotes del bar i la ciutat. El 2019 fou pregoner de les festes de Santa Tecla. El 2022 se'n publicà un llibre biogràfic.
El 2023 va rebre la medalla al treball President Macià.
Eduard Boada morí el 14 de desembre de 2024, a l'edat de 82 anys.